# Katy Tiz
Katy Tizzard (* 6. Juli 1988 in England) ist eine englische Singer-Songwriterin, die durch ihre Coverversion des Liedes The Big Bang der Rock Mafia bekannt wurde.

## Leben und Karriere
Katie Tiz stammt aus der Nähe von London.
Ende 2012 erhielt sie einen Plattenvertrag mit Lava Records/Republic Records und Warner/Chappell Music.
Mithilfe von Bruce Tyler stellte sie 2013 Kontakt mit dem Songwriter-Produzentenduo Rock Mafia her, 
von dessen Lied The Big Bang sie eine Coverversion veröffentlichte, die es am 17. Mai 2014 in die Billboard Hot 100 schaffte.
Nach diesem Erfolg erhielt sie einen Vertrag bei Atlantic Records. 
2015 erschien ihre zweite Single Whistle (While You Work It), die von JR Rotem produziert wurde. Zusammen mit dem jamaikanischen Sänger Shaggy und der Reggae-Truppe Inner Circle veröffentlichte Tiz einen Remix mit dem Titel Jus’ Whistle (While You Work It). 
Das Musikvideo zu Whistle (While You Work It) kombiniert im Stile des Films Xanadu Realfilm mit animierten Elementen. Tiz ist dabei ein Graffito, das zum Leben erweckt wird.
Tiz ist Fan der Werke von Banksy und sagte in einem Interview, dieses Musikvideo komme von ihrer Liebe zu Graffiti und sei von einigen der besten Märchen aller Zeiten inspiriert. (engl. „This video comes from my love of graffiti artwork and takes inspiration from some of the greatest fairytales of all time.“)
Außer für sich selbst schrieb Tiz auch Lieder für Girls’ Generation und Cheryl Cole.
Zusammen mit der schwedischen Songwriterin Negin Djafari gründete sie das Elektropop-Duo Neeka. Dieses veröffentlichte 2020 die Single Following the Sun mit dem Produzenten-Duo Super-HI, bei dem ihr Bruder George Tizzard aktiv ist. Das Lied wurde ein internationaler Erfolg.

## Diskografie
Lieder
- Famous (2012)
- Heart (2013)
- Red Cup (2013)
- The Big Bang (2014)
- Whistle (While You Work It) (2015)